# Экономический кризис (1900—1903)
Экономический кризис 1900—1903 годов или Голод в России 1900—1903 годов — упадок в экономической сфере, затронувший большинство развитых стран и сопровождавшийся финансовым крахом ряда предприятий и резким падением уровня производства.

## Причины
Причины точно не известны до сих пор. Рассматривают ряд теорий. Согласно самой популярной гиперразвитие промышленности привело к упадку всех остальных отраслей. Согласно второй теории был сформирован ряд крупных компаний и синдикатов, которые монополизировали весь рынок, вызывая спад производства.

## Кризис в мире
В последние годы XIX века в большинстве развитых стран наблюдался экономический подъём. Мировая добыча угля возросла на 65 %, выплавка чугуна — более чем на 70 %, а производство стали — почти в 3 раза. Кризис наступил внезапно. В 1900 году он охватил большинство европейских стран, а в следующем году и США. Внешняя торговля резко сократилась, многие банки объявили о банкротстве.

## Кризис в России
В России кризисные тенденции наблюдались уже в 1899 году. Кризис начался в лёгкой промышленности, но поразил в большей степени тяжёлую. За годы кризиса в России:
- Темпы прироста составили в 1900 году — 5 %, в 1901 году — 4 %, в 1902 году — 0,1 %, в 1903 году — 6,5 %.[2]
- Закрылось до 3 тыс. предприятий.[2]
- За время кризиса курс акций Путиловского завода упал на 67,1 %, Сормовского — на 74 %, Русско-Балтийского вагоностроительного — на 63,4 %, Брянского рельсопрокатного — на 86,5 %, Нефтяного производства Нобеля — на 39,7 %, Бакинского нефтяного общества — на 67,4 %, Юго-Восточной железной дороги — на 56,2 %, Петербургского учётного и ссудного банка — на 59,3 %.[3]
- Абсолютные показатели производства паровозов снизились почти вдвое, а вагонов — более чем вдвое.[2]
- Производство чёрных металлов осталось на прежнем уровне.[2]
- Валовая добыча нефти даже в 1908 году не достигла уровня 1900 года.[2]
- Среднегодовые темпы прироста в лёгкой промышленности снизились с 6 % до 4 %.[2]

В отличие от Европы, достаточно быстро пережившей кризис, в России кризис перерос в депрессию, которая длилась вплоть до 1909 года. Однако кризис поспособствовал техническому перевооружению российских предприятий. Количество предприятий за период 1900—1908 годов увеличилось незначительно, численность рабочих выросла на 16 %, а сумма производства выросла на 40 %. Это было достигнуто в основном за счёт повышения производительности труда и совершенствования оборудования.

## Итоги
Мировой кризис дал мощный толчок концентрации производства и капитала. В условиях когда мелкие предприятия разорялись, роль монополий возросла. Этому процессу поспособствовали, кроме кризиса, технические новинки того времени, требовавшие крупных капиталовложений. Кризис сменился новым подъёмом, прерванным Первой мировой войной.